# Nvidia-GeForce-3-Serie

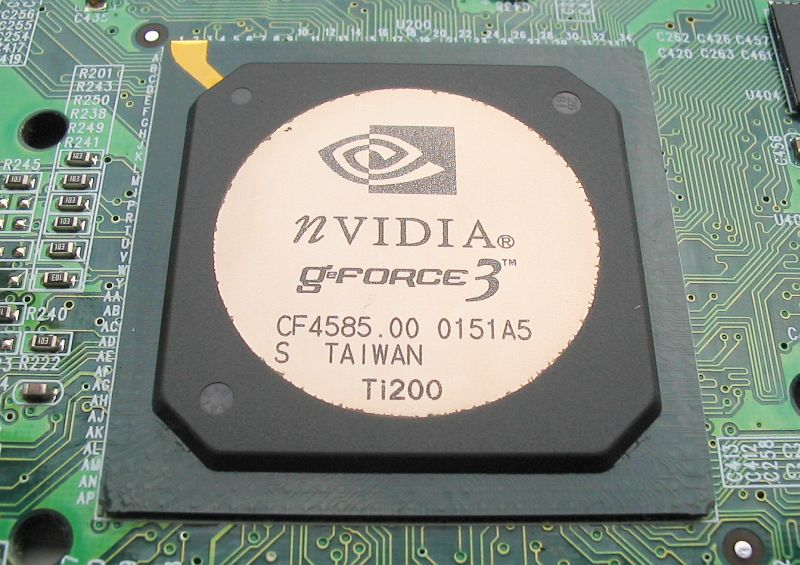
GeForce3 Ti 200 ohne Kühlkörper

Die GeForce-3-Serie ist eine Serie von Desktop-Grafikchips des Unternehmens Nvidia und Nachfolger der GeForce-2-Serie und erschien im September 2001. Mit der GeForce-3-Serie führt Nvidia erstmals die Unterstützung von DirectX 8 ein. Die GeForce-3-Serie wurde von der GeForce-4-Serie abgelöst.

## Grafikprozessoren
Innerhalb der GeForce-3-Serie kommt nur ein Grafikprozessor, der NV20, zum Einsatz. Er war der erste Grafikchip mit Unterstützung für Pixel- und Vertex-Shader nach DirectX 8. Eine Spezialversion (NV2A) wurde in Microsofts Xbox verwendet.
| Grafik- chip | Fertigung | Fertigung      | Fertigung   | Renderpipelines   | Renderpipelines | Renderpipelines | API-Support | API-Support | Bus- Schnitt- stelle |
| Grafik- chip | Pro- zess | Transi- storen | Die- Fläche | Pipes × TMU × VPU | Pixel- shader   | Vertex- shader  | DirectX     | OpenGL      | Bus- Schnitt- stelle |
| ------------ | --------- | -------------- | ----------- | ----------------- | --------------- | --------------- | ----------- | ----------- | -------------------- |
| NV20         | 150 nm    | 57 Mio.        | 128 mm²     | 4 × 8 × 1         | 1.1             | 1.1             | 8           | 1.3         | AGP 4x               |

## Namensgebung
Im Gegensatz zum Vorgänger und den Nachfolgern besteht die GeForce-3-Familie nur aus sehr wenigen Chips und deckt nur ein Segment, nämlich das High-End-Segment, ab.
Während der erste Grafikchip, GeForce3, ohne jegliche Bezeichnung versehen wurde, wurde dieses Modell etwas später in zwei Modelle (Ti 200 und Ti 500) aufgespalten, welche etwas langsamer bzw. etwas schneller als die Urversion sind. Der einzige Unterschied liegt in der Taktung des Speichers und der GPU.

## Modelldaten
| Modell          | Offizieller Launch | Grafikprozessor (GPU) | Grafikprozessor (GPU) | Grafikprozessor (GPU) | Grafikspeicher | Grafikspeicher | Grafikspeicher | Grafikspeicher      | Grafikspeicher    |
| Modell          | Offizieller Launch | Typ                   | Takt (MHz)            | Füllrate (MT/s)       | Größe (MB)     | Takt (MHz)     | Typ            | Speicher- interface | Bandbreite (GB/s) |
| --------------- | ------------------ | --------------------- | --------------------- | --------------------- | -------------- | -------------- | -------------- | ------------------- | ----------------- |
| GeForce3        | 27. Feb. 2001      | NV20                  | 200                   | 1600                  | 064            | 230            | DDR            | 128 Bit             | 7,4               |
| GeForce3 Ti 200 | 01. Okt. 2001      | NV20                  | 175                   | 1400                  | 064 128        | 200            | DDR            | 128 Bit             | 6,4               |
| GeForce3 Ti 500 | 01. Okt. 2001      | NV20                  | 240                   | 1920                  | 064 128        | 250            | DDR            | 128 Bit             | 8,0               |